# 南極の地理

南極大陸

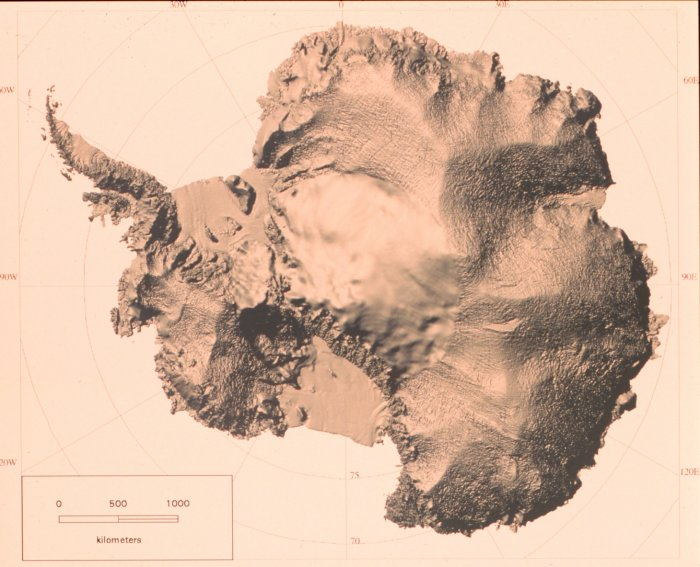
南極の地図

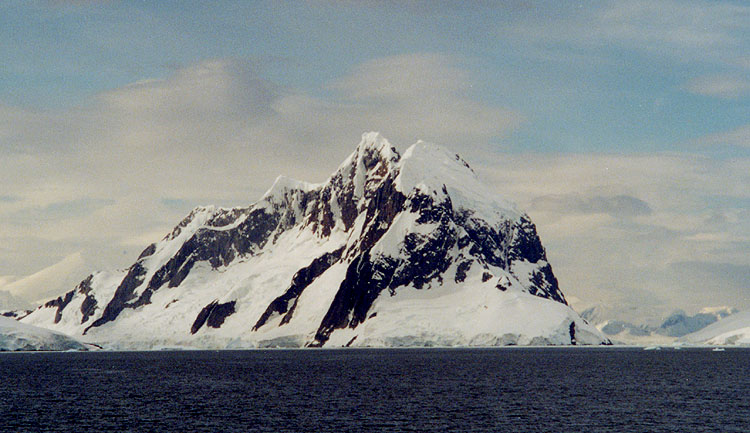
南極のブース島

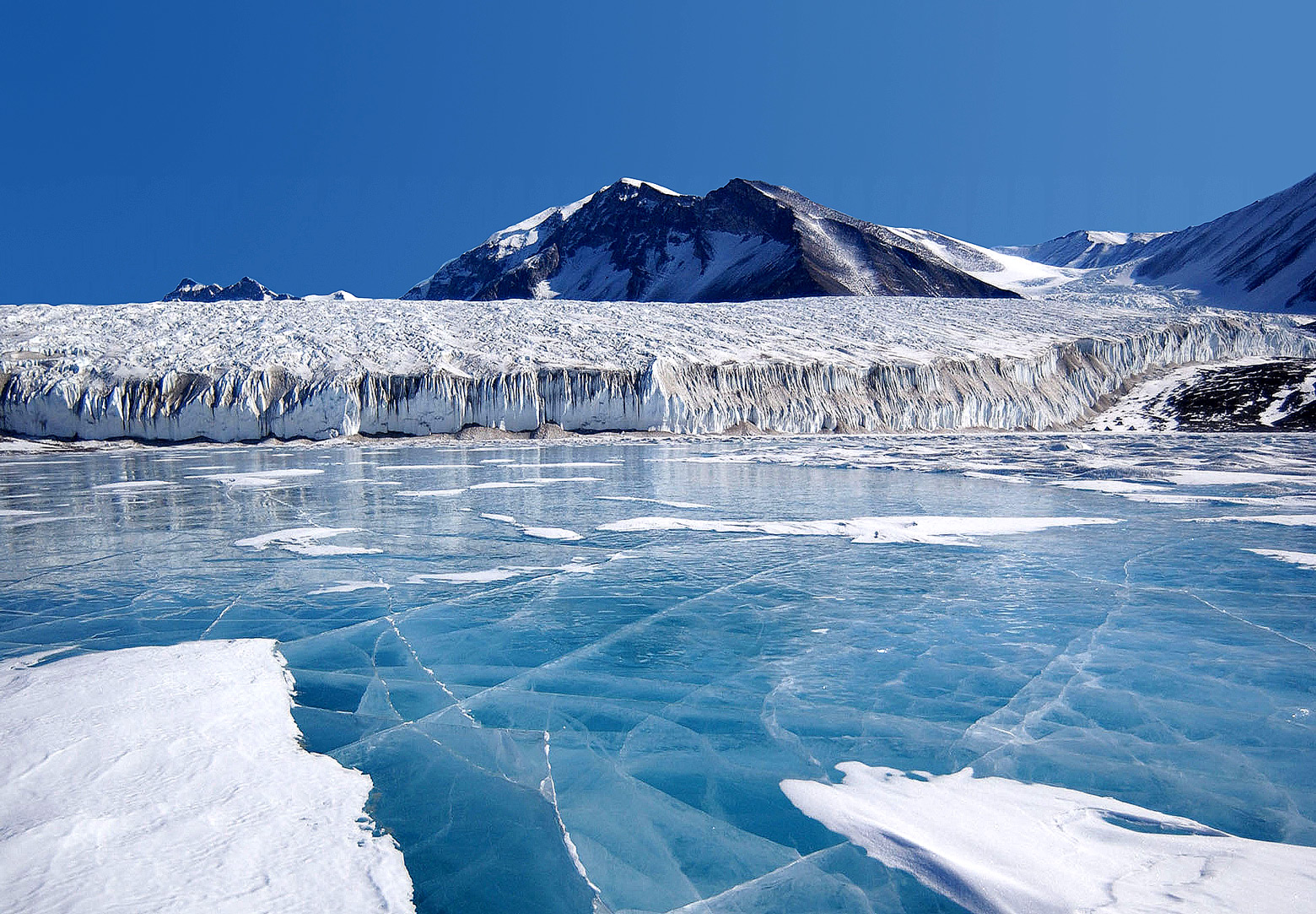
南極横断山脈のフリクセル湖:en:Lake Fryxellを覆うブルーアイス:en:Blue ice (glacial)。カナダ氷河:en:Canada Glacierやその他の氷河の融水。湖面で淡水が凍結し湖底の塩水を封じ込める。

南極の地理（なんきょくのちり）が対象にするのは、南極周辺に限られるため氷の世界といってもよい。南極大陸は地球の南半球に位置し、南極点からやや離れたところを中心に非対称に広がり、南極圏の南側にほぼ収まる。世界の大洋の南部に取り巻かれるが、出典によってはこれを南極海とも、太平洋・大西洋・インド洋の南部ともいう。面積は14,000,000km2を超え、大陸としては5番目の広さで、ヨーロッパの約1.3倍にあたる。
南極の98%は南極氷床に覆われているが、これは世界最大の氷床かつ世界最大の淡水の貯蔵庫でもある。その厚さは平均1.6kmで、場所によっては大陸の基盤岩が氷の重みで海面下2.5kmまで沈降したところもある。氷河に由来する湖沼（例：ヴォストーク湖）も生じる。氷床の周辺には棚氷と氷島（海面下の岩床に氷床が乗り海面上で島のように見える）がある。岩が露出したままの土地は大陸面積の2%にすぎない。
南極はロス海とウェッデル海に挟まれくびれた部分に近い山地で西南極と東南極 に分けられるが、この境界はグリニッジ子午線にほぼ沿っており、西半球と東半球に対応する。この考え方がヨーロッパ中心主義であるという批判も一部にあり、小南極・大南極と分類することもある。
西南極は西南極氷床en:West Antarctic Ice Sheetで覆われている。この氷床が将来融けてしまうのではないかという懸念が持ち上がっている。もしそうなれば海水面は短期間に数メートル上昇するだろうといわれる。

## 南極本土の火山
南極本土には噴気や新しい火山灰が確認された活火山が4つある。
- メルボルン山（2,730 m）（南緯74度21分、東経164度42分）、成層火山
- ベルリン山（3,500 m）（南緯76度03分、西経135度52分）、成層火山
- カウフマン山Mount Kauffman （2,365 m）（南緯75度37分、西経132度25分）、成層火山
- ハンプトン山（3,325 m）（南緯76度29分、西経125度48分）、火山カルデラ

活火山ではない火山で最も標高が高いのはシドリー山(Mount Sidley)で海抜4285mである。

## 南極海の島の火山
南緯60度以南の大洋は南極海と呼ばれている。南極海上の島々では複数の火山で火山活動の記録が残っている。
- ロス島 （南緯77度40分 東経168度00分） - 噴火10回は確認、その他1回は推定
  - エレバス山（3,795 m）（南緯77度31分 東経167度09分） - 南極で最も活発な火山のひとつ。
  - テラー山（3,230 メートル）、バード山（1,765 メートル） - 現在は活動が観測されていない。
- デセプション島（南緯62度57分、西経60度38分） - サウスシェトランド諸島にあり、中央のカルデラやいくつかのマールがNeptune's Bellows（英語版）と呼ばれる海峡で外海とつながり、フォスター港と呼ぶ良港を形成している。高い地熱のため積雪がない場所では地衣類やコケがあり、重要野鳥生息地にも指定されている。1967年、1969年には火山活動のためイギリスとチリの観測基地が破壊された。

以下も活火山と考えられる。
- バレニー諸島のバックル島en:Buckle Island（南緯66度50分、東経163度12分）
- サウスシェトランド諸島のペンギン島（南緯62度06分、西経57度54分）
- ポーレット島 （南緯63度35分、西経55度47分）
- リンデンバーグ島Lindenberg Island （南緯64度55分、西経59度40分）

## 地域名
西南極
- マリーバードランド
- エルスワースランド
- パーマーランド
- グレアムランド

東南極
- コーツランド
- ドロンニング・モード・ランド（クイーンモードランド）
- エンダービーランド
- マックロバートソンランド
- クイーンメリーランド
- ウィルクスランド
- ヴィクトリアランド